# 迪耶普戰役
（法語：[djɛp] ⓘ），官方代號為禧年行動（英語：Operation Jubilee），是指盟軍於1942年8月19日發起針對德國佔領下的法國北部港口迪耶普的兩棲突襲作戰。這場戰役從上午5時正開始，直至上午10時50分盟軍指揮官被迫下令撤退為止，盟軍方面投入了超過6000名步兵參與突擊，由加拿大軍隊作為主力，輔以英國皇家海軍和英國皇家空軍的火力支援，以試圖奪取並短期佔領一個主要港口，分析類似行動的可行性，並透過俘虜德國戰俘和火力偵查搜集情報，了解德軍的應對策略。而盟軍也想趁機破壞海防、港口設施和所有的戰略建築物。
這次行動沒能達成其主要目的。登陸的6,086人中一共有3,623人陣亡、受傷或被俘（幾乎達60%）。納粹德國空軍損失了48架飛機，相比之下，盟軍則損失了106架飛機，以及34艘軍艦。此役對於後來在北非（火炬行動）和歐洲（霸王行動）展开的登陸作戰產生了深遠的影響。

## 背景
在英國遠征軍從敦刻爾克撤退後，英國開始在聯合作戰司令部的名義下訓練大量的突襲部隊，同時發展兩棲戰的技術和裝備。
英軍在1941年底提出了一個方案，即在德國抽調西線駐軍至東線以謀求擴大戰果的基礎上，以12個師在勒阿弗爾附近進行登陸作戰。該計畫的提出來自開轍犁行動(Operation Rutter)的一個測試計劃。開車轍行動(Operation Rutter)是測試攻佔一個具有抵抗性的港口時的可行性，找出入侵艦隊的行動問題並測試攻擊的裝備和技術。
第厄普是位於諾曼底的海濱城市，有很長的懸崖俯瞰英吉利海峽。麗斯河在該城西端，阿奎斯河流經該城，最後流入一個中型港口。1942年德國拆除沿岸的一些建築物，以加强海濱防務，並在皮埃爾和瓦朗日維爾派駐2個炮兵營。策劃者選擇迪耶普的一個重要原因是該地迪耶普( Dieppe)在英國皇家空軍戰鬥機的作戰半徑內。

## 計劃
第厄普突襲是一項由海軍上將蒙巴頓勳爵的聯合作戰指揮部在法國沿海城市實施的重大行動計劃。攻擊力將包括約5,000名加拿大士兵、1,000名英國士兵和50名美國遊騎兵。英國皇家海軍將提供237艘艦隻和登陸艇，英國皇家空軍出動74個中隊的飛機，其中66個為戰鬥機中隊。
聯合作戰指揮部原先設想在1942年4月實施代號“開轍犁行動”的計畫，盟軍計劃在德軍佔領下的法國海峽沿岸港口進行1個師團規模的突擊行動，至多一天内佔領該地。撤退前將盡可能最多的破壞敵人設施和防線。最初的計劃是在1942年5月由參謀長批准。它包括英軍空降部隊進攻海岬兩邊的德國炮兵營，而加拿大將從海上正面進攻。 空降行動後來取消，改為由第3突擊隊和第4突擊隊從海上登陸和攻擊炮兵營。 6月，“英國廣播公司”開始廣播警告法國平民“可能”出現的戰事，敦促他們迅速撤離法國的大西洋沿岸佔領區。
該部隊是來自聯合行動和東南戰區司令部，由陸軍中將伯納德·蒙哥馬利指揮。該計劃要求富想像力的正面進攻，沒有任何大型的空中轟炸。因加拿大政府的壓力，由約翰·漢密爾頓·羅伯茨陸軍少將指揮的加拿大第2步兵師選為主要參戰部隊。

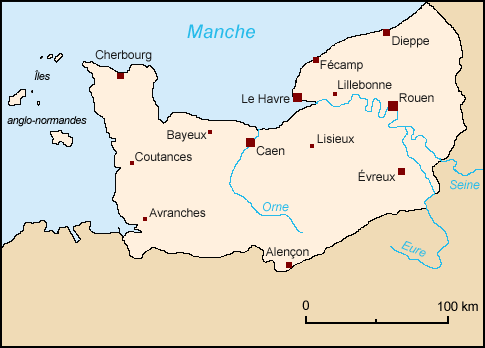
突擊位置

裝甲支援部隊，由第14裝甲團 (卡爾加里團)的58輛新的丘吉爾坦克，由新的坦克登陸艇運送。這些坦克混合了裝備QF 2磅砲武裝的坦克及裝備QF 6磅近距離支援榴彈砲的坦克。此外，3輛丘吉爾坦克裝備火焰噴射器設備，他們都能在海灘附近的淺水區作戰。
該地區的情報很少，有德國機關槍陣地設在懸崖上，但空中偵察攝影師都並未被發現。此外，規劃人員僅通過審視該地的快照(僅假日時段)來評估海灘坡度及其對坦克的適用性,這導致偵查人員對德國防禦實力和地形上的低估，並認為該區域防御鬆散。

## 德軍部隊

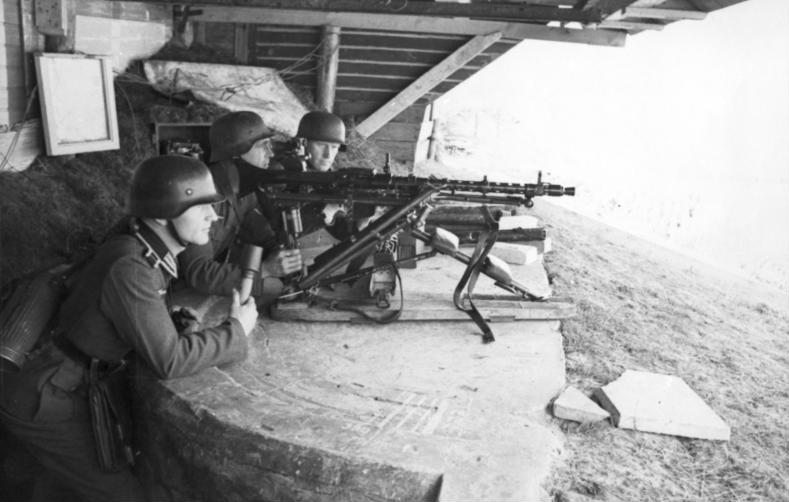
1支德軍MG34通用機槍炮位

在第厄普高度戒備的德軍已被法國的雙重間諜警告說，英國人對該地區表現出興趣。他們還發現集中在英國南部沿海港口的無線電通訊和登陸艇有所增加。
第厄普和其側翼的峭壁都被很好的防守，該地的1,500名強大駐軍來自德軍第302步兵師，由第570、第571和第572步兵團組成，每團有2個營，還有第302炮兵營、第302偵察營、第302反坦克營、第302工兵營和第302信號營。他們被部署在第厄普海灘及鄰近的鄉鎮，涵蓋了所有可能的登陸地點。城鎮和港口的主要通道(特別是無數的懸崖洞穴)受到重型火炮的保護，並在後方配備了預備隊。駐守的守軍，除了駐紮在城市本身還有城鎮之間的開闊地區和高地(可以俯視整個海灘)。德軍的防守重點是在周邊整個地區建立廣闊的防線。第571步兵團的單位保護位於在圖维列附近的第厄普雷達站和瓦朗日維爾的麗斯河上的砲台。在東面，第570步兵團部署在大伯爾納瓦爾(Berneval-le-Grand)的砲台附近。
在當地的納粹德國空軍部隊是第2戰鬥機聯隊和第26戰鬥機聯隊，共有200架戰鬥機，大多是Fw 190戰鬥機和約100架來自第2轟炸機聯隊、第45轟炸機聯隊和第77轟炸機聯隊的轟炸機，主要是Do 217轟炸機。

## 最初的登陸
將要第厄普的4個海灘進行登陸，從東到西代號為藍、紅、白及綠。
加拿大皇家團將在藍色海灘登陸。主要登陸將由皇家漢密爾頓輕步兵團、艾塞克斯蘇格蘭團、“皇家萊斯燧發槍團”、皇家海軍陸戰隊突擊隊和第14加拿大裝甲團在紅色和白色海灘進行。南薩斯喀徹溫省團和女王加拿大卡梅隆高地團將在綠色海灘登岸。
盟軍艦隊8月18日夜晚駛離英格蘭南部海岸，掃雷艦通過英倫海峽清除通道。該艦隊包括8艘驅逐艦，摩托炮艇為登陸艇和汽艇護航。最初登陸8月19日凌晨4時50分開始，由2個炮兵連攻擊主要登陸區兩翼。這些措施包括由4號突擊隊攻擊瓦朗日維爾、由南薩斯喀徹溫省團和女王加拿大卡梅隆高地團攻擊圖维列、由加拿大皇家團進攻皮伊，和3號突擊隊進攻貝爾內瓦爾。前往皮伊和貝爾內瓦爾的登陸艇和護航船隻遭遇了1支德國小艦隊，於3時48分交火。盟軍驅除艦  HMS Brocklesby  號和 ORP Ślązak 號注意到了交戰，但他們的指揮官錯判認為登陸艇是被岸上的火炮所攻擊以至於沒有上前拯救。

### 黃色海灘(第3突擊隊)

第3突擊隊的士兵不像第4突擊隊的，在突擊行動中戴著鋼盔

約翰·登福德-斯萊特中校和第3突擊隊的目標是要在第厄普以東8英里（13） 進行2次登陸以壓制貝爾內瓦爾附近的戈培爾砲台。該砲台可向登陸地第厄普以西4英里（6.4）內的地點開火。第770營第2連的3門170 毫米和4門105 毫米大炮必須在盟軍主力部隊接近海灘的時候無法使用。
載有第 3 突擊隊的登陸艇正在向東海岸接近，但沒有收到英國本土雷達站「Chain Home」於 21 點 30 分定位到的德國海岸護航隊即將接近的警告。德軍的魚雷艇向一些登陸艇發射魚雷和令護航的5號高速炮艇失去動力。後來第346號座艙摩托艇和登陸艇高射砲聯手，趕走了德軍船隻，但該登陸集團被驅散，有一些損失，而敵人的海岸防線被發現。只有18名突擊隊員在正確的地方登陸。他們經由伯內瓦爾到達砲台週邊，用輕武器火力攻擊目標。雖然無法摧毀火砲，但他們的狙擊手一度成功地分散了砲兵連的注意力，以至於砲手們瘋狂開火，而且沒有已知的例子表明該砲兵隊擊沉了迪耶普附近的任何突擊護航艦。突擊隊最終面對敵人部隊的優勢被迫撤退。

### 橘色海灘(第4突擊隊)
洛瓦特中校和其第4突擊隊（包括50名美國遊騎兵）是要在第厄普以西6英里（9.7）進行2次登陸以分散靠近瓦朗日維爾的海岸連的注意力。在右翼登陸的部隊，爬上了陡峭的斜坡，攻擊並消滅他們的目標——炮兵連的6門150 毫米大炮。這是“禧年行動”中唯一成功的行動。 突擊隊按計劃在早上7時30分撤退。 大部分第4突擊隊成員安全返回英國。這部分的突擊被認為是未來突擊隊襲擊的典範。洛瓦特公爵因他這部分的行動被授予卓越服務勳章； 第4突擊隊隊長帕特里克·波蒂厄斯，亦被授予維多利亞十字勳章。

### 藍灘

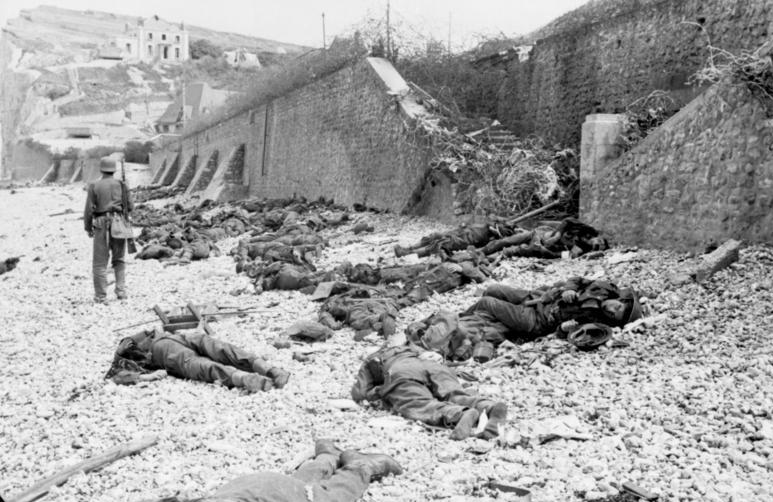
在勒皮藍灘陣亡的加拿大士兵。海堤的高度可以被清楚地看到，沿海堤的哨兵頭上的機槍陣地被良好佈置可以進行射擊。

德軍小型護送艦隊與第3突擊隊的海上衝突已令在藍灘的德國守軍提高警覺。 在勒皮附近的登陸由加拿大皇家團加上3個来自 加拿大黑守衛團的排和1個炮兵分隊以牽制保護第厄普海灘機槍和炮兵連。他們被阻延20分鐘，本應隱藏他們攻擊的煙幕已經消散。隨著出奇不意的突襲和夜間黑暗的優勢消失，德軍已進入他們的防禦陣地以迎擊登陸行動。  戒備森嚴的德軍阻擊在海灘上登陸的加拿大部隊。當他們到達岸邊時，加拿大軍發現自己被海堤的守軍牽制，無法前進。 最終加拿大皇家團被殲滅。該團的556人，有200人死亡及264人被俘。

### 綠灘
同時在綠灘，第4突擊隊已經登陸，南薩斯喀徹溫省團領頭前往圖維列。他們在凌晨4時52分登陸，而且沒有被發現。該團設法在德軍開火之前離開登陸艇。不幸的是途中一些登陸艇已經偏離原定的登陸區，該營的大部分部隊在麗斯河以西而不是在以東。因為他們已經在錯誤的地方登陸，而該團的目的地是村莊以東的山丘地帶，渡河進入圖維列的唯一橋樑。 當薩斯喀徹溫團士兵到達該橋前，德軍已佈置好機槍和反坦克炮以阻止他們的進攻。隨著該團的死者和傷者堆放在橋上，指揮官查爾斯·塞西爾·英格索蘭·梅里特中校嘗試一次次增加攻擊力道並在毫無隱蔽下過橋，但沒有獲得任何進展。加拿大南薩斯喀徹溫省和卡梅倫高地團(在他們旁邊登陸)無法到達他們自己的目標。 雖然卡梅倫團當日比任何其他部隊設法進一步向內陸滲透，但當德國援軍趕到戰場時他們也很快被迫撤回。 隨著時間的流逝，2個團遭受更多的損失，因此他們只能撤退，最終只有341人能夠達到登陸艇並撤走，其餘留下的部隊被迫投降。梅里特中校因其在作戰中的表現而被授予維多利亞十字勳章。

### 圖維列雷達站

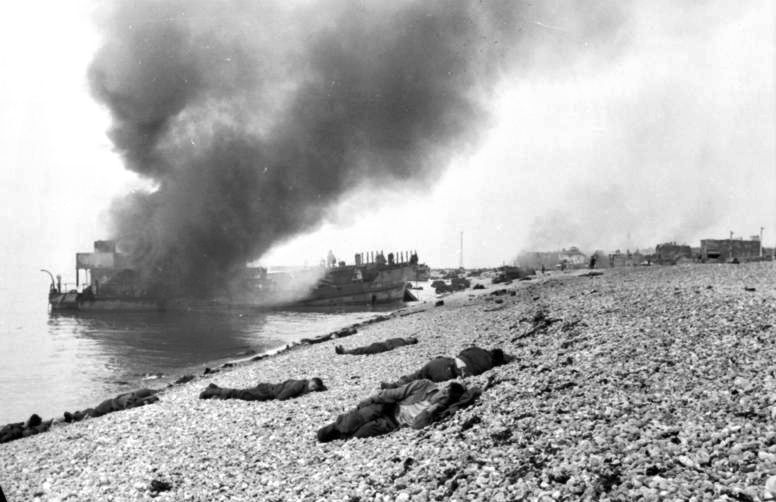
被摧毀的登陸艇起火與加拿大士兵死在沙灘上。在右側1座堅固的炮台俯瞰了整個海灘。陡峭的坡度可以被清楚地判斷出來。

第厄普突擊的其中1個目標是發現圖維列以東懸崖頂上的德軍雷達站的重要性和準確性。要做到這一點，英國皇家空軍的雷達專家，Jack Nissenthall，跟隨南方薩斯喀徹溫省團。他是伴隨著1個隸屬薩斯喀徹溫省團的11人小單位，企圖進入雷達站和了解它的秘密。 Nissenthall是自願負責該使命，他充分認識到，由於他認識盟軍的雷達技術之高度敏感性質，他的薩斯喀徹溫省保鏢單位接到命令，如果要防止他被俘虜，必要時要殺死他。他還拿著1顆氰化物藥丸作為最後自行降解決的手段。 Nissenthall和他的保鏢由於頑強的防禦而未能進入雷達站，但Nissenthall能夠在敵人的炮火下繞到雷達站的背後，切斷通往該處所有的電話線。迫使這裡面的守軍通過無線電跟他們的指揮官求助，該這些無線電通訊被位於英格蘭南部海岸的通訊監聽站截獲。通過這個簡單的動作，盟軍能夠認識到很多關於海峽沿岸的德國雷達站排列，這有助於說服盟軍指揮官發展雷達抗干擾技術的重要性。這個小單位中只有Nissenthall和另外1人安全返回英國。.

## 加拿大主力部隊登陸

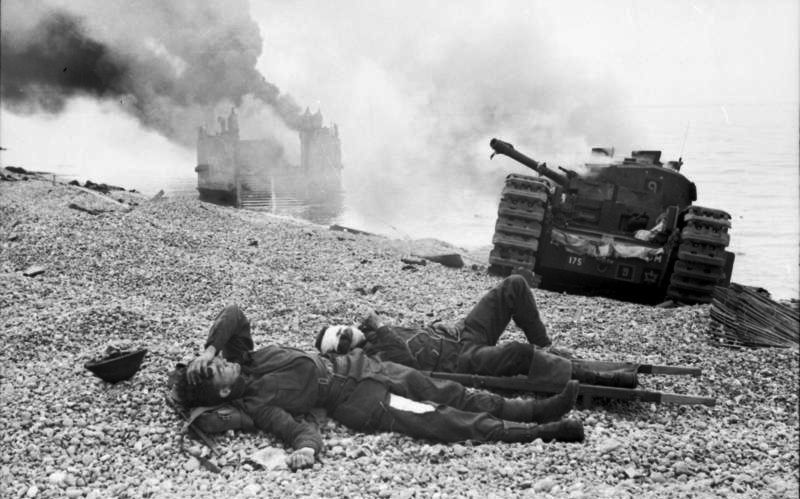
在突襲後受傷的加拿大士兵和被遺棄的丘吉爾坦克。背後的登陸艇正在著火。

為準備地面部隊進行主要登陸，4艘驅逐艦在登陸艇接近海岸時賓實施炮轟。早上5時15分，5支英國皇家空軍颶風式戰鬥機中隊也加入了轟炸海岸防禦的行動並施放煙幕，以掩護部隊的攻擊。5時20分至5時23分之間，即首次登陸30分鐘後，艾塞克斯蘇格蘭和漢密爾頓輕步兵團的主要正面進攻開始。他們的步兵是得到支持在同一時間登陸的加拿大第14裝甲團之丘吉爾坦克的支援，但他們抵達海灘的時間晚了。結果，該2個步兵團不得不在沒有炮火支援下實施攻擊，並在海灘上被隱藏在懸崖上的機槍屠殺，因為他們無法清除的礙和攀越海堤。 最終只有29輛坦克登岸，其中2輛坦克沉入深水中。 剩下的27輛坦克中只有15輛沒有陷入碎石灘，並使其拼湊起來和跨越海堤。 當時已經越過了海堤的坦克遇到障礙，阻止坦克進入市內。他們被迫返回到海邊為正在撤退的步兵提供火力支援。所有登陸的坦克兵均被俘虜，沒有1個人能返回英國。

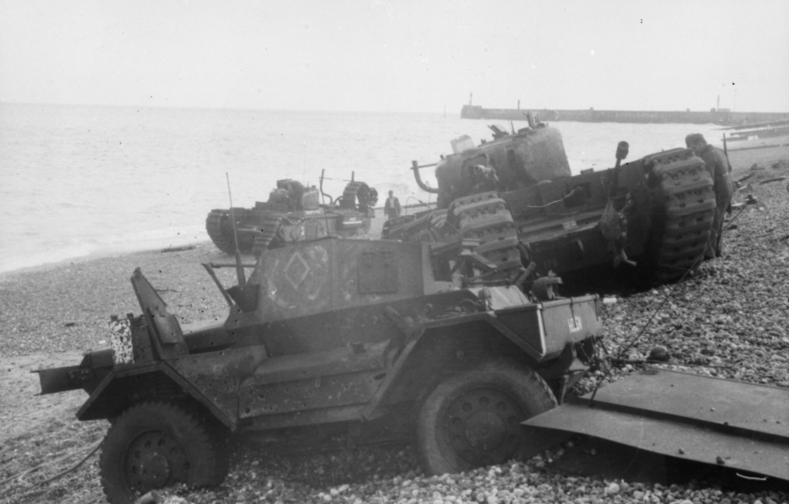
1輛戴姆勒·丁哥裝甲車和2輛丘吉爾坦克深陷在碎石灘。最近的邱吉爾坦克有1個火焰噴射器安裝在坦克，後面的坦克已經失去了履帶。2輛坦克均有附件，以在準備涉水通過衝浪時提高他們的排氣能力。

因為支援的驅逐艦所施放的煙幕，羅伯茨少將沒有意識到海灘的情況，並派出2個預備單位：“皇家燧發槍團”和皇家海軍陸戰隊。早上7時燧發槍團在多拉德·默納德中校的指揮下乘坐26艘登陸艇駛向他們的海灘。他們被大批德軍圍攻，被敵軍的重機槍、迫擊炮和手榴彈攻擊，因為被擊潰，只有少數人堅持到達市內。 那些人，然後向迪耶普市中心進發，在懸崖下被牽制和羅伯茨命令皇家海軍陸戰隊登陸，以支援他們。由於沒有準備支援燧發槍團，皇家海軍陸戰隊不得不他們的砲艦和運輸摩托艇轉移到登陸艇上。皇家海軍陸戰隊的登陸艇在途中受到猛烈攻擊與許多被擊毀或失去行動能力。已到達海岸的皇家海軍陸戰隊員不是被殺就是被俘。當意識到形勢後，皇家海軍指揮官飛利浦海軍中校，站在其登陸艇船尾上和示意給其餘的部下撤退。他在幾分鐘後被殺死了。
在突襲期間，由雷諾中校指揮的卡爾加里高地團之1個迫擊砲排 被配屬於登陸部隊，但在坦克登陸後留在岸邊 （代號為伯特和比爾）。利斯特和彼特韋軍士
 因他們參與擊落2架德軍飛機而在戰報中受到表揚，團中的1名軍官在旅級總部上岸時被打死。
早上11時在猛烈炮火下，盟軍開始從主要登陸海灘撤退和在下午2時完成撤退。

## 結果

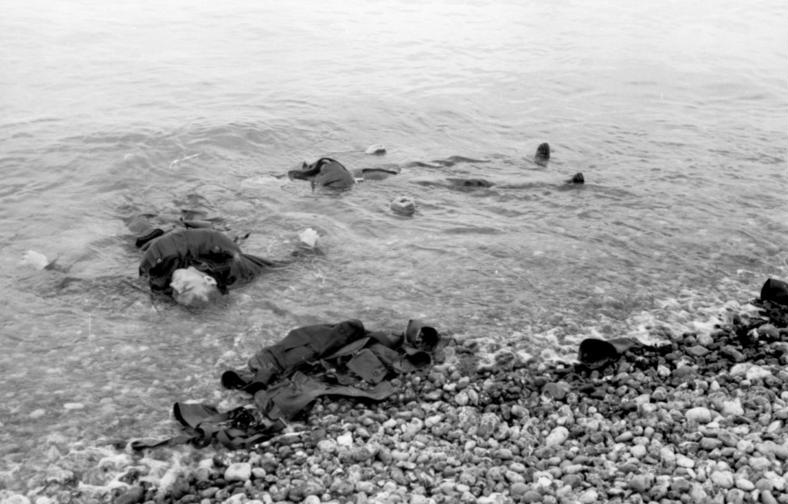
1942年8月，在第厄普陣亡的加拿大士兵。

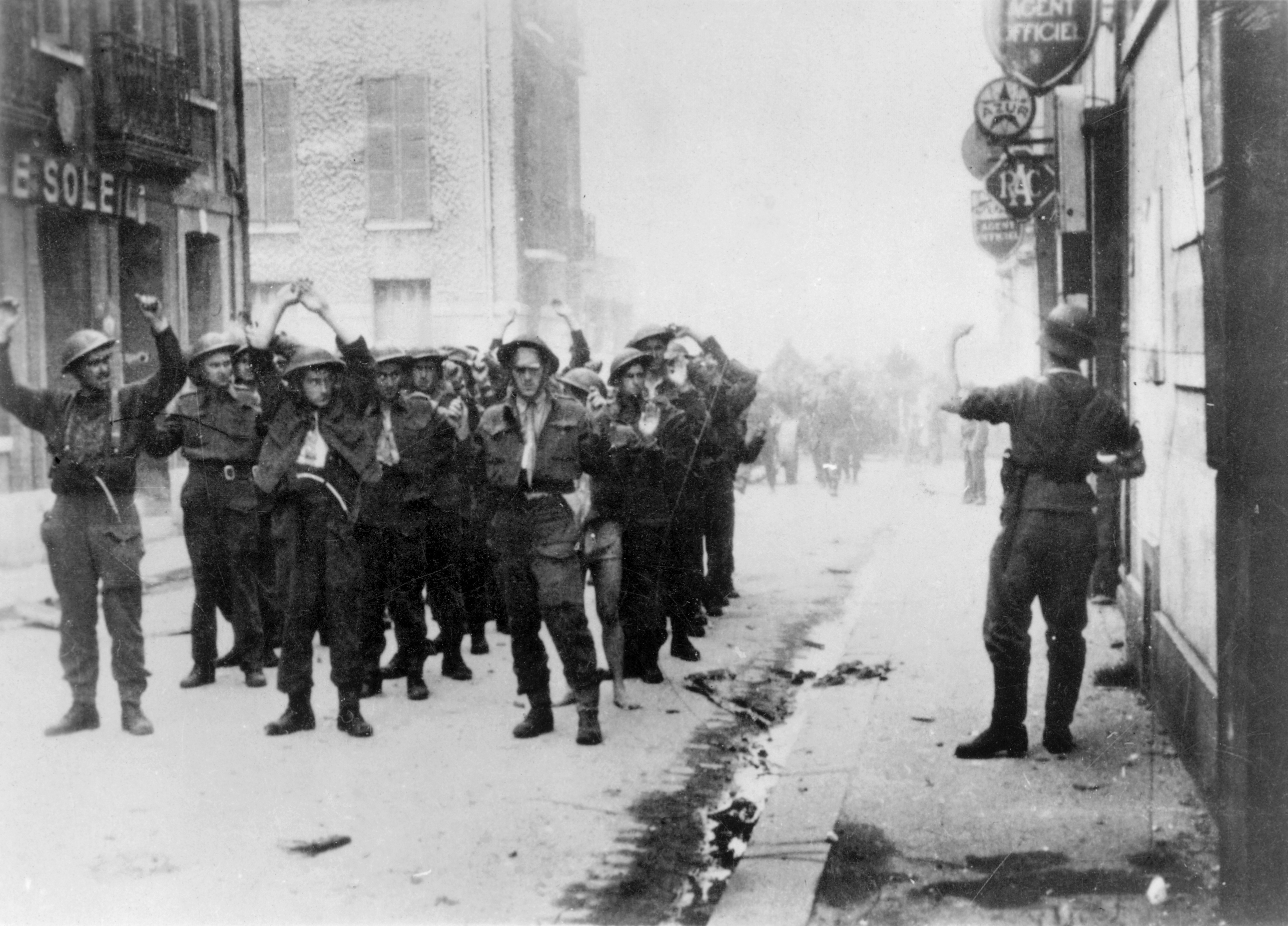
突擊後通過第厄普被帶走的加拿大戰俘。檔案：加拿大圖書館和檔案館/C-014171。

第厄普突襲中有3,367名加拿大人及275名英國突擊隊員喪生、受傷或被俘。皇家海軍失去了1艘驅逐艦和33艘登陸艇，伤亡550人。英國皇家空軍損失了106架飛機，而納粹德國空軍被擊落了48飛機。德軍傷亡591人。
3名軍官因遂該行動被授予維多利亞十字勳章：第4突擊隊的波蒂厄斯上尉；向皇家漢密爾頓輕步兵團傳教的約翰·威爾富特牧師和南薩斯喀徹溫省團的梅里特中校。其中富特和梅里特已成為戰俘。加拿大第2步兵師最終於1944年解放第厄普，他們的指揮官羅伯茨少將，那時已經被轉移到指揮在英國的增援單位。
蒙哥馬利將軍接著指揮英國第21集團軍，並在1944年6月諾曼第登陸的最階段指揮所有的地面部隊。1943年10月，海軍上將蒙巴頓被任命為盟軍東南亞司令部最高司令 。蒙巴頓在突襲後辯稱，1942年在第厄普的經驗教訓，在戰爭後期被善加利用。他後來說：“我毫不懷疑，諾曼第戰役是在第厄普的海灘上取得勝利。對於每個死在迪耶普的士兵，至少令10個人於1944年在諾曼第倖免於難” 。這距離在在北非的兩棲登陸只有3個月時間，更成功的諾曼第登陸在2年後發生。
第厄普災難後，英國研制了一系列專門的裝甲車輛，允許他們的工兵在裝甲部隊的掩護下來執行許多任務，其中最為著名的霍巴特滑稽坦克。災難還確定了在將來的突襲中需要更大型的海軍火力支援，還有普遍認為，這應該包括空中轟炸。該行動表明英國皇家空軍地面戰術支援方面尚有不足之處，這導致了建立1個全面綜合戰術空軍來支援主要的地面攻勢。

### 戰俘政策
威廉·紹瑟姆旅長上岸複製的襲擊計劃，被列為機密文件。雖然他投降時試圖把該計劃埋在鵝卵石下，他被發現而該計劃亦被德國人檢索到。該計劃，後來因它的規模和不必要的複雜性而受到批評，包括命令活捉俘虜。德軍後來還收到報告有關加拿大士兵撤離後德國戰俘的雙手被綁在岸邊洗滌。這個消息引起了阿道夫·希特勒的注意，他下令用手鐐鎖起加拿大戰俘，這導致了英國和加拿大當局重覆的把德國戰俘關押在加拿大。雖然加拿大人反對這一計劃，他們認為這會危害在德國人手中的加拿大戰俘，他們不情願地加以實施，以維持與英國團結一致。不過，如加拿大人預期一樣，鐐銬命令直接導致麻煩和在第二次世界大戰期間唯一的已知在加拿大戰俘營的起義，即所謂的“鮑曼維爾戰役”。此事件後，加拿大和德國的命令均在戰俘營失去了勢頭，並最終經由瑞士調解後被放棄。不過，相信這是由於在該年後希特勒決定發出突擊隊命令引起的。
德國決定獎勵該鎮在這次行動中沒有從第厄普釋放戰俘以幫助突襲，並由城市的官員把沒有核實的名單交給他們。因此，數百名法國戰俘在襲擊後被允許釋放，許多人甚至從未去過迪耶普。此外，希特勒給全鎮士兵價值1,000萬法郎的禮物。

### 有關德國預知的爭論
許多加拿大老兵第一手資料和回憶錄記錄了他們在第厄普海岸有關德軍防禦準備的經驗，好像他們是事前知道突襲的。指揮官拉巴特中校證明見到過迫擊炮使用的標記，這似乎是最近被放置在沙灘上。此外，在到達第厄普岸邊後，當士兵開始走出登陸艦時立即受到最猛烈的精確炮擊。最近目標打擊和隨後的炮擊是象徵著守軍已是精心準備的軍隊。另一個例子是，蒲陸軍少校，盤問了1名德國士兵，發現有4個機槍營特別前來迎接預期的襲擊。然而，最引人注目的信息支持德國的先見之明是審問眾多運送給加拿大人的德軍戰俘、德軍劫持者和法國公民，德國人已經準備了好幾個星期以迎撃預計中的盟軍登陸。一名德国小说家京特·比斯在1977年声称英国情报机构有意通过已策反的德国间谍向德国人传递了第厄普登陆的消息，但并未得到广泛认可。

### 每日電訊報填字遊戲
1942年8月17日，“每日電訊報”由倫納德·道伊編譯的填字遊戲提示“法國港口（6）”，翌日的答案是“迪耶普”；次日的8月19日，發生迪耶普戰役。 戰爭辦公室懷疑填字遊戲被用來傳遞情報給敵人，並要求加拿大陸軍的高級情報官第二代特韋茲木爾男爵約翰·布肯調查。約翰·布肯後來說：
“我們發現填字遊戲包含單詞“第厄普”，並迅速進行詳盡的調查，軍情五處也參與調查。但最終得出的結論是，這只是一個非凡的巧合——純粹是運氣。”

### 第厄普戰爭公墓

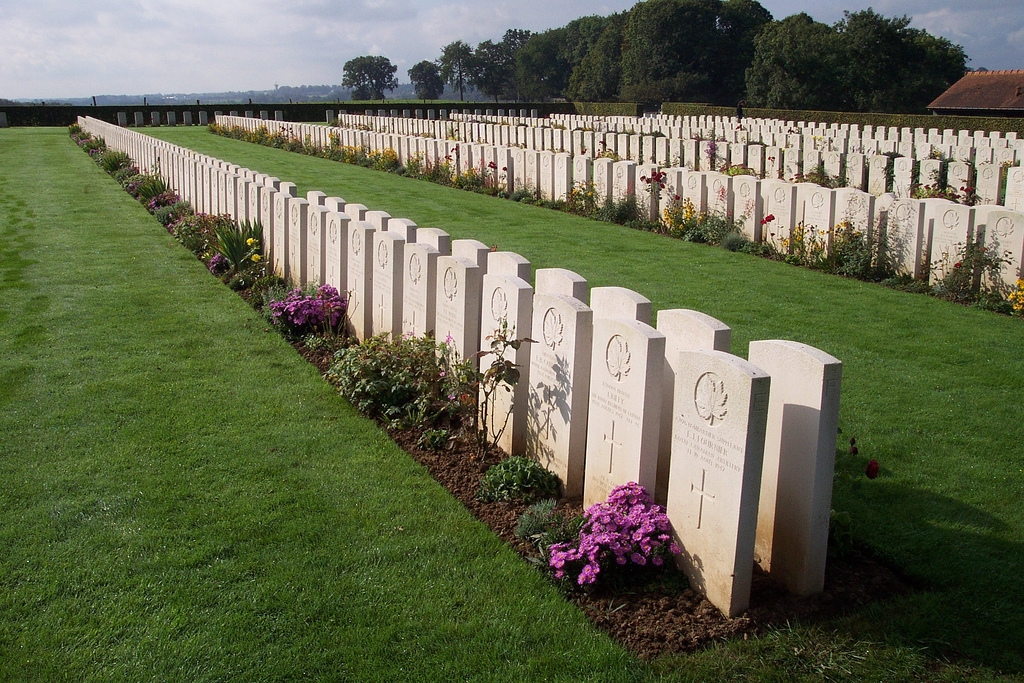

在這場戰役期間陣亡的盟軍士兵由德國方面進行安葬，因此，不同於其他任何在英聯邦國殤紀念墳場管理委員會管轄之下的地區，第厄普加拿大戰爭公墓的佈局相當獨特——墓碑就像在典型的德國戰爭墓地那樣背對背排列。盟軍在1944年禾草靈行動中解放第厄普後替换了所有墓碑，但佈局保持不變，以避免打擾逝者。

## 外部連結
- . 倫敦憲報 (Supplement). 12 August 1947: 3823–3828  [10 January 2008]. Operation Jubilee Official despatch and narrative submitted by Naval Force Commander Captain John Hughes-Hallett on 30 August 1942.
- Canadians and Dieppe - Photos, Video, Information and more （页面存档备份，存于）
- Juno Beach Centre - The Dieppe Raid （页面存档备份，存于）
- Raid on Dieppe （页面存档备份，存于）
- CBC Digital Archives - The Contentious Legacy of Dieppe （页面存档备份，存于）
- The Dieppe Raid
- 盟军失败的登陆战：迪耶普8000盟军官兵喋血海滩